# Макаровка (Курчатовский район)
Мака́ровка — село в Курчатовском районе Курской области. Административный центр Макаровского сельсовета.

## История
Село (ранее Льговского уезда) известно с XVIII века под именем Теребовля.

## География
Село находится на реке Сейм, в 44 км западнее Курска, в 7 километрах к северо-западу от районного центра — города Курчатов.
Улицы
В Макаровке улицы: Заводская, Колхозная, Макаровка-1, Макаровка-2, Новый Путь, Санаторская, Средний Хутор.
Климат
В селе Макаровка умеренный (влажный) континентальный климат без сухого сезона с тёплым  летом (Dfb в классификации Кёппена).
| Показатель                                                                   | Янв. | Фев. | Март | Апр. | Май  | Июнь | Июль | Авг. | Сен. | Окт. | Нояб. | Дек. | Год  |
| ---------------------------------------------------------------------------- | ---- | ---- | ---- | ---- | ---- | ---- | ---- | ---- | ---- | ---- | ----- | ---- | ---- |
| Средний суточный максимум, °C                                                | −4   | −3   | 3    | 13,1 | 19,4 | 22,7 | 25,2 | 24,5 | 18,2 | 10,6 | 3,5   | −1,1 | 11,0 |
| Средняя температура, °C                                                      | −6   | −5,5 | −0,6 | 8,3  | 14,8 | 18,4 | 20,9 | 20   | 14   | 7,3  | 1,3   | −3   | 7,5  |
| Средний суточный минимум, °C                                                 | −8,4 | −8,5 | −4,7 | 2,9  | 9,2  | 13,1 | 15,9 | 14,9 | 9,8  | 4    | −1    | −5,2 | 3,5  |
| Норма осадков, мм                                                            | 51   | 45   | 48   | 51   | 63   | 71   | 76   | 55   | 58   | 58   | 48    | 49   | 673  |
| Источник: Погода по месяцам c ru.climate-data.org(дата обращения: Июнь 2021) |      |      |      |      |      |      |      |      |      |      |       |      |      |

## Население
| 2002 | 2010 |
| ---- | ---- |
| 632  | ↘615 |

## Инфраструктура
Место размещения III-й очереди Курской АЭС. На начало 2013 года является приоритетной площадкой строительства Курской АЭС-2. Личное подсобное хозяйство. Детский сад. Сельский дом культуры. Фельдшерско-акушерский пункт. На 6 июня 2021 года 304 дома.

## Транспорт
Макаровка находится в 37 км от федеральной автодороги М2 «Крым», в 6 км от автодороги регионального значения 38К-017 (Курск – Льгов – Рыльск – граница с Украиной), в 2 км от автодороги межмуниципального значения 38Н-362 (38К-017 – Николаевка – Ширково), на автодороге 38Н-366 (38Н-362 – Макаровка – Льгов), в 6 км от ближайшей ж/д станции Лукашёвка (линия Льгов I — Курск). Остановка общественного транспорта.
В 137 км от аэропорта имени В. Г. Шухова (недалеко от Белгорода).

## Достопримечательности
- Природный лесопарк, усадьба А. Н. Смецкого (начало XX в.)[7]. Усадебный дом сгорел в сентябре 2016 года[8].